# 35. Międzynarodowy Festiwal Filmowy w Berlinie
35. Międzynarodowy Festiwal Filmowy w Berlinie odbył się w dniach 15-26 lutego 1985 roku. W konkursie głównym zaprezentowano 25 filmów pochodzących z 19 różnych krajów.
Jury pod przewodnictwem francuskiego aktora Jeana Marais przyznało nagrodę główną festiwalu, Złotego Niedźwiedzia, ex aequo niemieckiemu filmowi Kobieta i obcy w reżyserii Rainera Simona oraz brytyjskiemu filmowi Wetherby w reżyserii Davida Hare’a. Drugą nagrodę w konkursie głównym, Srebrnego Niedźwiedzia − Nagrodę Specjalną Jury, przyznano węgierskiemu filmowi Płatki, kwiaty, wieńce w reżyserii László Lugossyego.

## Przebieg festiwalu
Tegoroczne Berlinale zdominowało kino amerykańskie, na które nacisk położył dyrektor festiwalu Moritz de Hadeln. Prestiżowe produkcje z USA trafiły do konkursu głównego, podczas gdy sekcja Info-Schau zajęła się amerykańskim undergroundem i życiem subkultur (m.in. Gringo Lecha Kowalskiego o nowojorskich narkomanach, Paul Cadmus: Enfant Terrible at 80 Davida Sutherlanda o homoseksualnym malarzu, Before Stonewall Grety Schiller i Roberta Rosenberga o prawach gejów i lesbijek). Po ubiegłorocznym sukcesie przeglądu Środziemnomorska Panorama, w sekcji Info-Schau w czasie tegorocznej edycji zaprezentowano Panoramę Morza Bałtyckiego, w ramach której pokazano filmy z ZSRR, Polski, NRD, RFN oraz z krajów skandynawskich.
W konkursie głównym zwracała uwagę silna w tym roku reprezentacja kinematografii francuskiej (Michel Deville, Marguerite Duras, Jean-Luc Godard). Największy skandal stał się udziałem filmu Zdrowaś Mario Godarda. Konserwatyści i katolicy bezskutecznie próbowali go zakazać, oskarżając reżysera o bluźnierstwo.
Przebojami sekcji Forum były obrazy polityczne: Czasy Harveya Milka Roba Epsteina o zamordowanym działaczu gejowskim Harveyu Milku oraz Secret Honor Roberta Altmana o usuniętym z urzędu prezydenckiego Richardzie Nixonie. Z nazistowską przeszłością swojego kraju rozliczali się niemieccy filmowcy Thomas Harlan (Wundkanal) i Eberhard Fechner (trzyczęściowy dokument Der Prozeß - Eine Darstellung des Majdanek-Verfahrens in Düsseldorf).
W ramach festiwalu odbyła się obszerna retrospektywa poświęcona filmowym efektom specjalnym, która rozpoczęła się tydzień przed oficjalnym otwarciem Berlinale. Wraz z dominującym w programie kinem amerykańskim, stała się ona przyczynkiem do burzliwych dyskusji nad komercjalizacją i amerykanizacją dzisiejszego kina.

## Członkowie jury

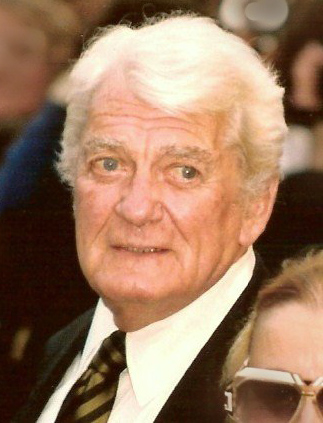
Przewodniczący jury konkursu głównego Jean Marais.

### Konkurs główny
- Jean Marais, francuski aktor − przewodniczący jury[4]
- Regimantas Adomaitis, litewski aktor
- Sheila Benson, amerykańska krytyczka filmowa
- Wolfgang Kohlhaase, niemiecki scenarzysta
- Onat Kutlar, założyciel Tureckiej Filmoteki i MFF w Stambule
- Luis Megino, hiszpański producent filmowy
- Ingrid Scheib-Rothbart, niemiecka filmoznawczyni
- Chris Sievernich, niemiecki producent filmowy
- Alberto Sordi, włoski aktor
- Max von Sydow, szwedzki aktor
- István Szabó, węgierski reżyser

## Selekcja oficjalna

### Konkurs główny
Następujące filmy zostały wyselekcjonowane do udziału w konkursie głównym o Złotego Niedźwiedzia i Srebrne Niedźwiedzie:
| Tytuł polski                  | Tytuł oryginalny                           | Reżyseria                                 | Kraj produkcji    |
| ----------------------------- | ------------------------------------------ | ----------------------------------------- | ----------------- |
| O zmierzchu                   | After Darkness                             | Sergio Guerraz i Dominique Othenin-Girard | Szwajcaria        |
| Policz do dziesięciu          | Contar hasta diez                          | Oscar Barney Finn                         | Argentyna         |
| Daengbyeot                    | 땡볕 Daengbyeot                            | Ha Myeong-jung                            | Korea Południowa  |
| Dzieci                        | Les enfants                                | Marguerite Duras                          | Francja           |
| Kobieta i obcy                | Die Frau und der Fremde                    | Rainer Simon                              | NRD               |
| Heartbreakers                 | Heartbreakers                              | Bobby Roth                                | Stany Zjednoczone |
| Zdrowaś Mario                 | Je vous salue, Marie                       | Jean-Luc Godard                           | Francja           |
| Loaf and Camouflage           | Λούφα και Παραλλαγή Loufa kai parallagi    | Nicos Perakis                             | Grecja            |
| Morenga                       | Morenga                                    | Egon Günther                              | RFN               |
| Pani Soffel                   | Mrs. Soffel                                | Gillian Armstrong                         | Stany Zjednoczone |
| 1919                          | Nineteen Nineteen                          | Hugh Brody                                | Wielka Brytania   |
| Noc szmaragdowego księżyca    | Noc smaragdového měsíce                    | Václav Matějka                            | Czechosłowacja    |
| Pehlivan                      | Pehlivan                                   | Zeki Ökten                                | Turcja            |
| Śmierć we francuskim ogrodzie | Péril en la demeure                        | Michel Deville                            | Francja           |
| Sycylijski łącznik            | Pizza Connection                           | Damiano Damiani                           | Włochy            |
| Miejsca w sercu               | Places in the Heart                        | Robert Benton                             | Stany Zjednoczone |
| Potomek białego lamparta      | Потомок белого барса Potomok biełogo barsa | Tołomusz Okiejew                          | ZSRR              |
| Praktyka miłości              | Die Praxis der Liebe                       | Valie Export                              | Austria           |
| Ronja, córka zbójnika         | Ronja Rövardotter                          | Tage Danielsson                           | Szwecja           |
| Seburi monogatari             | 瀬降り物語 Seburi monogatari               | Sadao Nakajima                            | Japonia           |
| Stico                         | Stico                                      | Jaime de Armiñán                          | Hiszpania         |
| Płatki, kwiaty, wieńce        | Szirmok, virágok, koszorúk                 | László Lugossy                            | Węgry             |
| Śmierć białego konia          | Der Tod des weißen Pferdes                 | Christian Ziewer                          | RFN               |
| Wetherby                      | Wetherby                                   | David Hare                                | Wielka Brytania   |
| Wrong World                   | Wrong World                                | Ian Pringle                               | Australia         |

### Pokazy pozakonkursowe
Następujące filmy zostały wyświetlone na festiwalu w ramach pokazów pozakonkursowych:
| Tytuł polski                             | Tytuł oryginalny                         | Reżyseria                       | Kraj produkcji    |
| ---------------------------------------- | ---------------------------------------- | ------------------------------- | ----------------- |
| 2010: Odyseja kosmiczna                  | 2010                                     | Peter Hyams                     | Stany Zjednoczone |
| Brazil                                   | Brazil                                   | Terry Gilliam                   | Wielka Brytania   |
| Pułapka                                  | Country                                  | Richard Pearce                  | Stany Zjednoczone |
| Die Grünstein-Variante                   | Die Grünstein-Variante                   | Bernhard Wicki                  | RFN               |
| Niemanns Zeit - Ein deutscher Heimatfilm | Niemanns Zeit - Ein deutscher Heimatfilm | Horst Kurnitzky i Marion Schmid | RFN               |
| Proces tokijski                          | 東京裁判 Tôkyô saiban                    | Masaki Kobayashi                | Japonia           |
| Yamaha, stragan rybny                    | 雅马哈鱼档 Yamaha yudang                 | Zhang Liang                     | Chiny             |

## Laureaci nagród

### Konkurs główny
Złoty Niedźwiedź
- Kobieta i obcy, reż. Rainer Simon
- Wetherby, reż. David Hare

Srebrny Niedźwiedź − Nagroda Specjalna Jury
- Płatki, kwiaty, wieńce, reż. László Lugossy

Srebrny Niedźwiedź dla najlepszego reżysera
- Robert Benton − Miejsca w sercu

Srebrny Niedźwiedź dla najlepszej aktorki
- Jo Kennedy − Wrong World

Srebrny Niedźwiedź dla najlepszego aktora
- Fernando Fernán Gómez − Stico

Srebrny Niedźwiedź za wybitne osiągnięcie artystyczne
- Tołomusz Okiejew − Potomek białego lamparta

Srebrny Niedźwiedź za wybitny wkład artystyczny
- Tage Danielsson − Ronja, córka zbójnika

Wyróżnienie honorowe
- Tarik Akan za rolę w filmie Pehlivan
- Damiano Damiani za reżyserię filmu Sycylijski łącznik
- Marguerite Duras,  Jean Mascolo i  Jean-Marc Turine za scenariusz do filmu Dzieci

### Konkurs filmów krótkometrażowych
Złoty Niedźwiedź dla najlepszego filmu krótkometrażowego
- Nr. 1 - Aus Berichten der Wach- und Patrouillendienste, reż. Helke Sander

### Pozostałe nagrody
Nagroda FIPRESCI
- Proces tokijski, reż. Masaki Kobayashi